# Minione
Minione – wspólny album polskiej piosenkarki Anny Marii Jopek i kubańskiego pianisty - improwizatora Gonzala Rubalcaby, wydany 3 lutego 2017 przez Universal Music. Tytuł nawiązuje do zawartości płyty, tj. przedwojennych tang i boler z lat 30. XX wieku, które duet opracował we współczesnej stylistyce fusion, mieszance muzyki świata i jazzu.
Album, który ukazał się w wersji standardowej (CD), rozszerzonej (CD + DVD) oraz winylowej i cyfrowej, uzyskał certyfikat dwukrotnie platynowej płyty. Do promocji wybrano następujące single: „Twe usta kłamią”, „Kogo nasza miłość obchodzi” i „To ostatnia niedziela”.

## Lista utworów

### CD
| Minione – 2017 | Minione – 2017                    | Minione – 2017     | Minione – 2017                | Minione – 2017 |
| Nr             | Tytuł utworu                      | Słowa              | Muzyka                        | Długość        |
| -------------- | --------------------------------- | ------------------ | ----------------------------- | -------------- |
| 1.             | „Twe usta kłamią”                 | Andrzej Włast      | Szymon Kataszek               | 5:58           |
| 2.             | „Kogo nasza miłość obchodzi”      | Marian Hemar       | Marian Hemar                  | 4:14           |
| 3.             | „Co nam zostało z tych lat”       | Julian Tuwim       | Władysław Dan                 | 5:11           |
| 4.             | „Nie wierzę Ci”                   | Andrzej Włast      | Artur Gold                    | 5:02           |
| 5.             | „Bésame mucho”                    | Consuelo Velázquez | Consuelo Velázquez            | 4:23           |
| 6.             | „Co nam zostało...” (WYBRZMIENIE) |                    | Gonzalo Rubalcaba             | 1:29           |
| 7.             | „Pokoik na Hożej”                 | Julian Tuwim       | Władysław Dan                 | 6:42           |
| 8.             | „To ostatnia niedziela”           | Zenon Friedwald    | Jerzy Petersburski            | 4:15           |
| 9.             | „Miasteczko Bełz”                 | J. Roman           | P. Burstein, L. Frey, N. Lith | 4:36           |
| 10.            | „Nie wierzę...” (DETAL)           |                    | Gonzalo Rubalcaba             | 0:28           |
| 11.            | „Rebeka”                          | Andrzej Włast      | Zygmunt Białostocki           | 6:01           |
|                |                                   |                    |                               | 48:19          |

### DVD
W edycji specjalnej albumu dostępnej w sieci Empik.
1. „Początek” (Trailer 1)
2. „Tango w Miami” (Trailer 2)
3. „Spotkanie” (Trailer 3)
4. „Twe usta kłamią” (Klip)